# Тальталь
Тальталь (ісп. Taltal) — місто в Чилі. Адміністративний центр однойменної комуни. Населення міста - 9564 осіб (2002). Місто і комуна входить до складу провінції Антофагаста та регіону Антофагаста.
Територія — 20405,1 км². Чисельність населення - 13 317 мешканців (2017). Щільність населення - 0,65 чол./км².

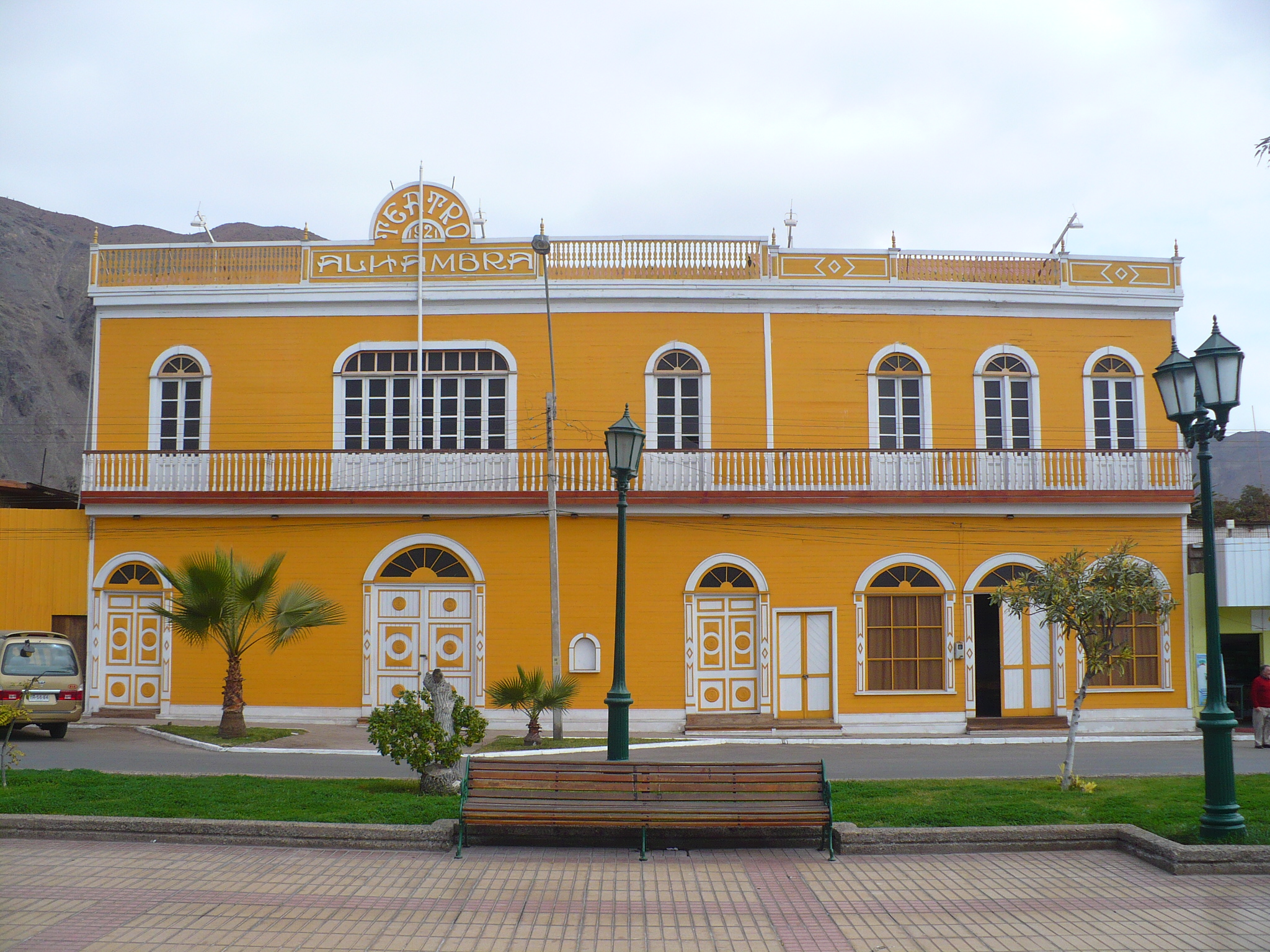
Міський театр

## Розташування
Місто розташоване за 198 км на південь від адміністративного центру області - міста Антофагаста.
Комуна межує:
- на півночі - з комуною Антофагаста
- на сході — з комунами Антофагаста і Дієго-де-Альмагро
- на півдні - з комунами Дієго-де-Альмагро і Чаньяраль
- на заході - з Тихим океаном.